# Открытый лист
Открытый лист — разрешение на право производства археологических исследований (раскопок, разведок и наблюдений) в России и СССР. В других странах обычно называется «разрешением на производство археологических раскопок» (англ. archaeological excavation permit в англоязычных странах).

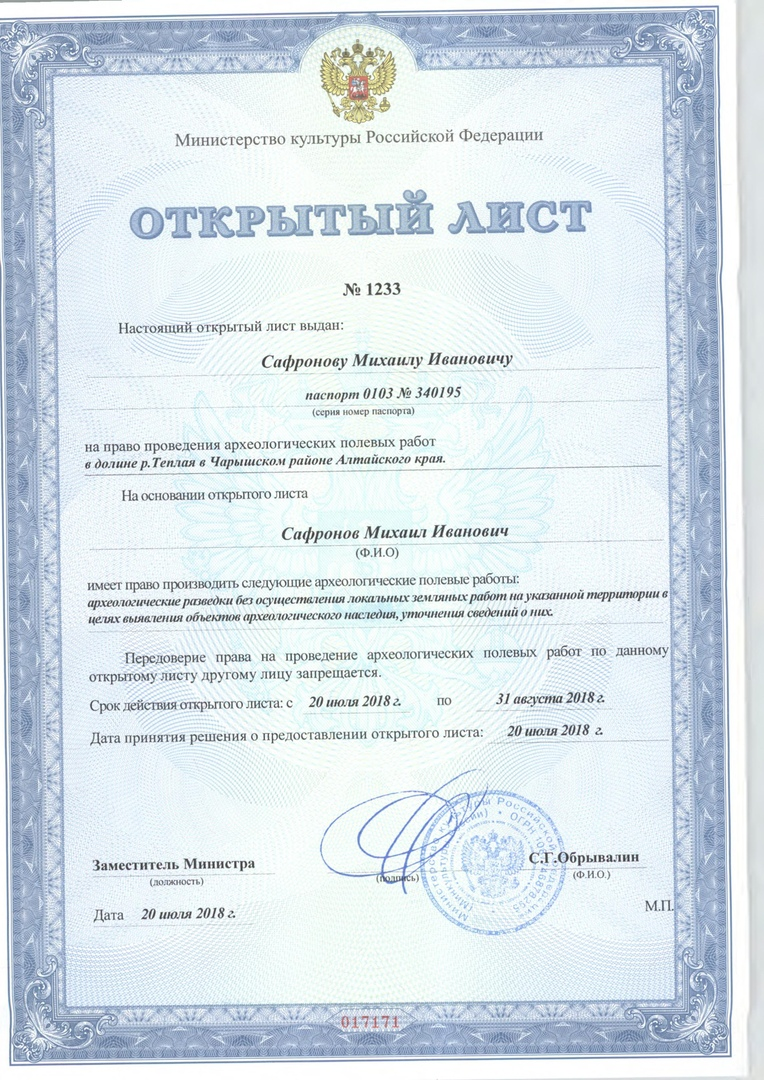
Открытый лист на проведение археологических раскопок в долине реки Тёплая, Чарышский район Алтайского края, сезон 2018 г.

## Разрешение на производство раскопок
Раскопки по своей природе приводят к уничтожению культурного слоя; в отличие от лабораторных экспериментов, процесс раскопок неповторим. Поэтому во многих государствах для производства раскопок требуется особое разрешение. В РФ (как и до этого в РСФСР) разрешения («открытые листы») выдавались Институтом археологии Академии наук. С конца 2009 года право выдачи разрешений было передано в Росохранкультуру. По Федеральному закону от 25.06.2002 № 73-ФЗ, разрешение (Открытый лист) на право производства археологических полевых работ выдается федеральным органом охраны объектов культурного наследия — на данный момент это Министерство культуры РФ.

## История
До революции открытые листы выдавались Археологической комиссией в Санкт-Петербурге.
После революции до 1948 года открытые листы выдавались Главнаукой Наркомпроса РСФСР, а по постановлению Совминa от 14 октября 1948 года «О мерах улучшения охраны памятников культуры» в РСФСР выдавались Институтом археологии АН СССР, a в других союзных республиках — соответствующими научными учреждениями.

## Ограничения
Срок действия открытого листа обычно не превышает одного года, но каждый раз определяется индивидуально, в зависимости от объёма работ. Получить его могут лишь профессионалы-археологи со специальной подготовкой для проведения раскопок; условием выдачи листа является предоставление научного обоснования археологических полевых работ.

## В культуре
В неофициальном гимне археологов Юга России «Скифская баллада» говорится о ценности документа:

Штыковухой изрублю, изрублю

Всю погану рожу.

А открытый лист себе возьму, себе возьму,

Он всего дороже.

## Другие значения

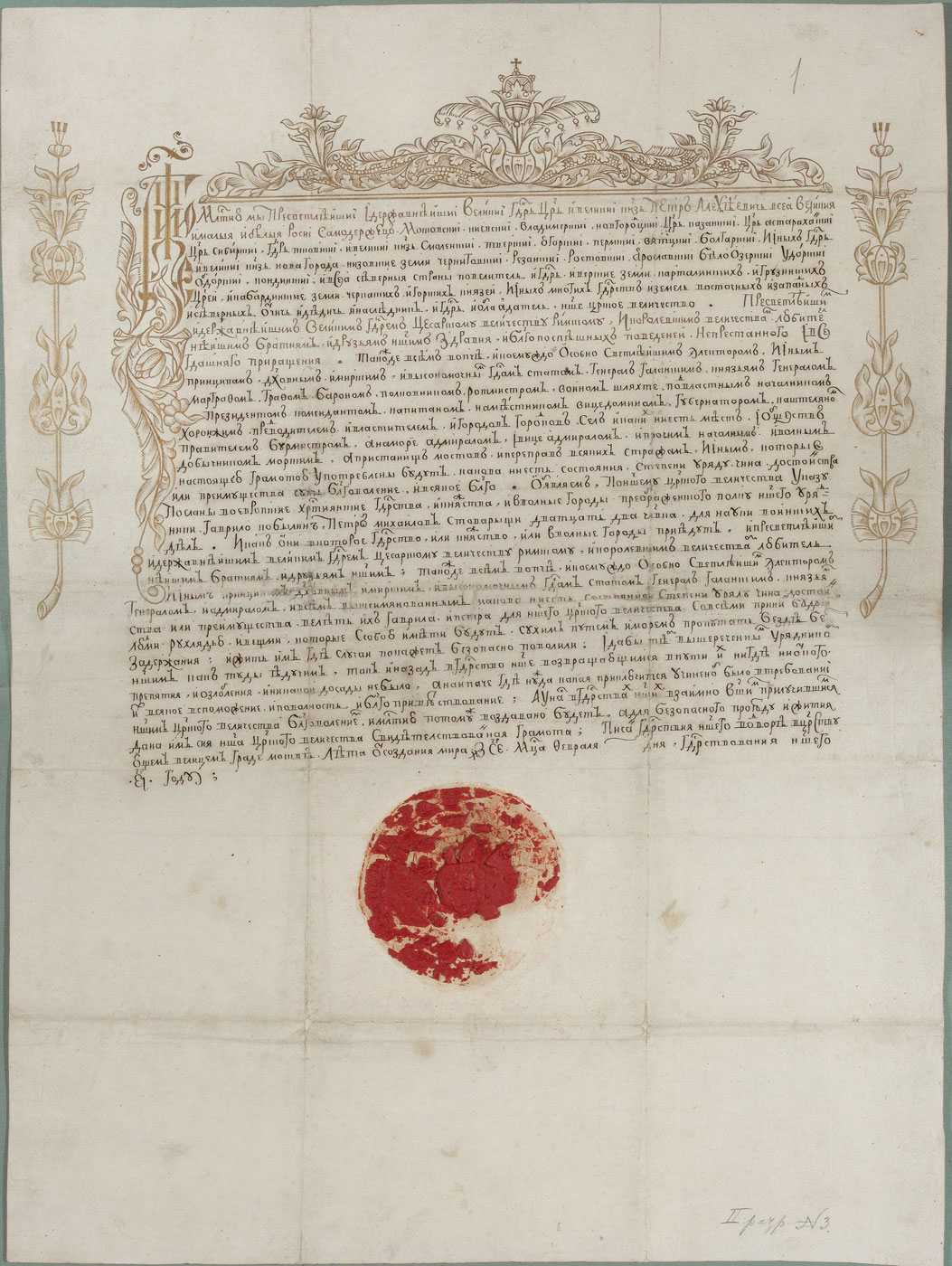
Открытый лист, с которым Пётр I путешествовал за границей под именем Петра Михайлова (1697)

Открытым листом также называется документ, выдаваемый иностранцам, пользующимся привилегиями (обычно дипломатическими) для освобождения их от таможенного досмотра.